# Jean Jacques Flatters

Jean Jacques Flatters (1786-1845), fue  un escultor francés del siglo XIX. Ganador de un 2º Premio de Roma en 1813.

## Obras
Entre las mejores y más conocidas obras de Jean Jacques Flatters se incluyen las siguientes:

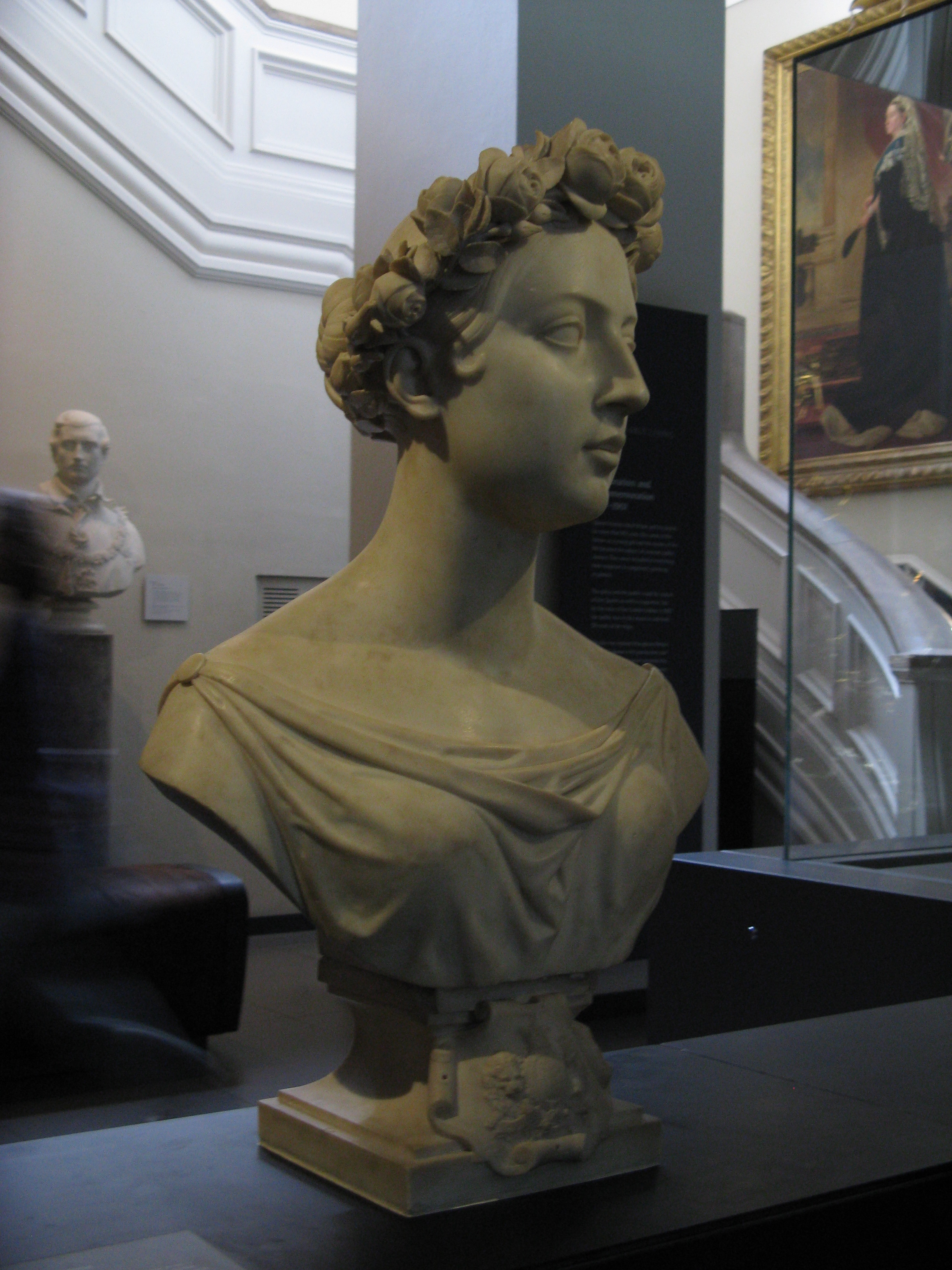
Busto de la Reina Victoria de Inglaterra, en el Museo Victoria y Alberto
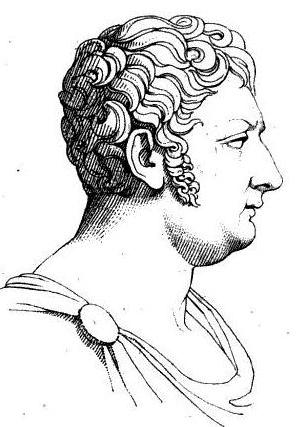
retrato de Louis Nourrit

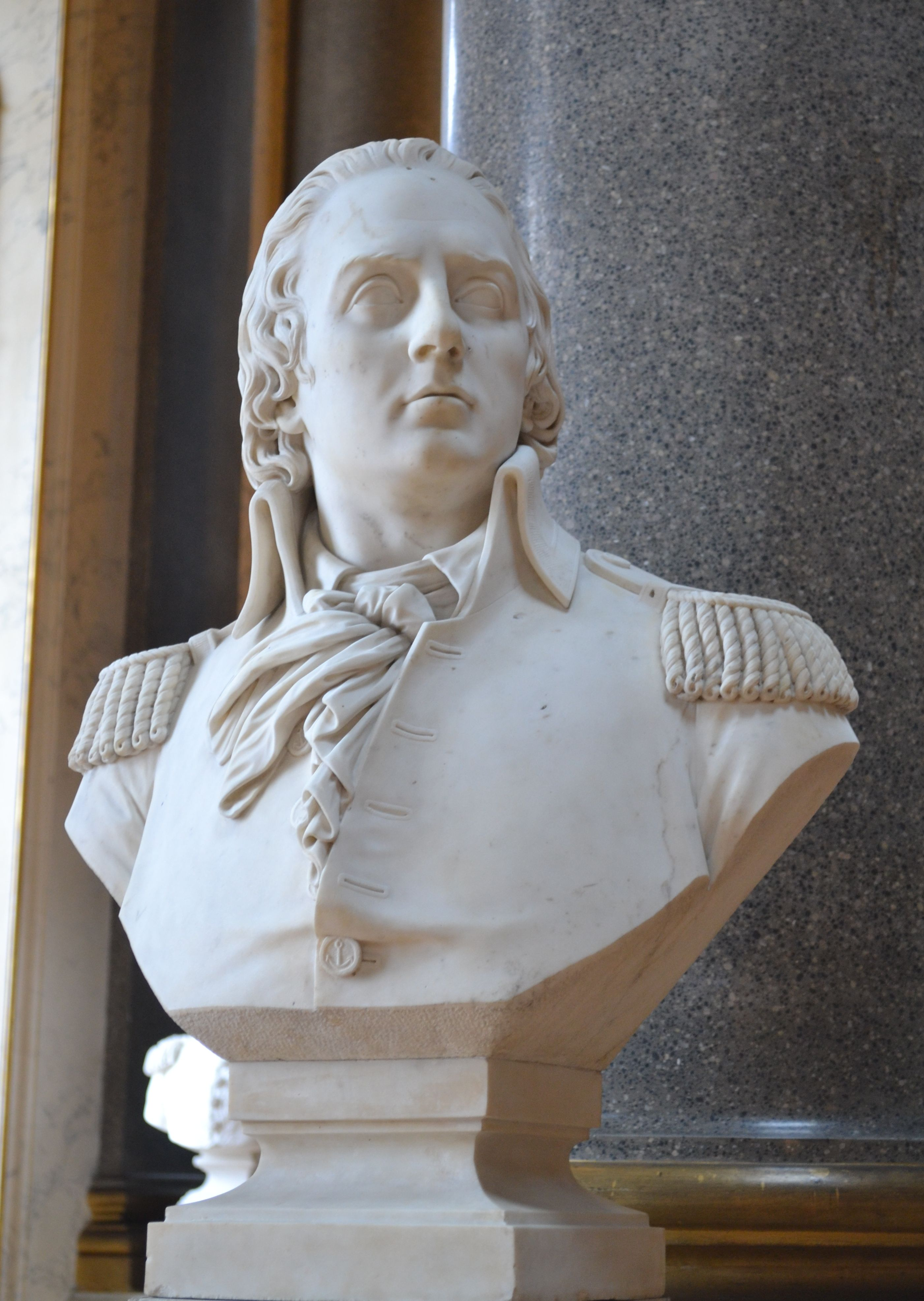
Busto de François Paul Brueys
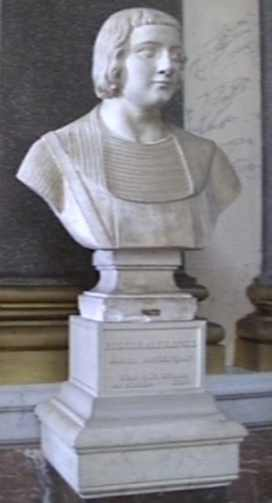
Busto de Robert d'Artois
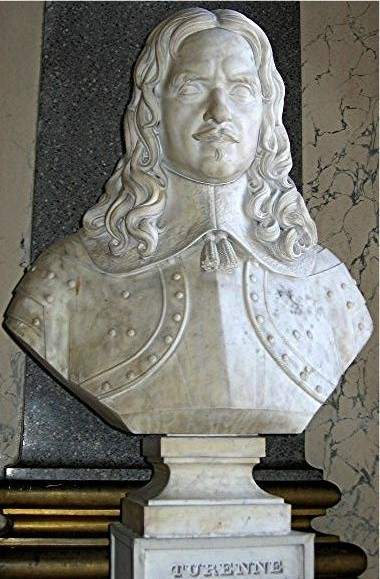
Busto de  Henri de La Tour D'Auvergne, vizconde de Turenne (1611-1675),